# Maite Perroni
Maite Perroni Beorlegui (* 9. března 1983, Ciudad de México) je mexická herečka a zpěvačka.

## Životopis
Do 13 let vyrůstala v Guadalajaře; poté se rodina přestěhovala zpátky do hlavního města. Má dva mladší bratry – Adolfa a Francisca. Maite se proslavila především jako herečka v telenovelách, ale také jako zpěvačka. První hlavní roli hrála po boku Williama Levyho v telenovele Cuidado con el Ángel. Nazpívala píseň k telenovele Mi Pecado, kde také hrála hlavní roli. Maite byla nominována na nejlepší herečku všech dob[zdroj⁠?!] a fanoušci ji označili za královnu telenovel.[zdroj⁠?!] Dále si zahrála v telenovelách Triunfo del Amor nebo Cachito de Cielo.
Maite vždy snila o tom,[zdroj⁠?!] že bude sólovou zpěvačkou, a tento sen si také splnila. Pracovala pět měsíců v New Yorku pod vedením chilského hudebníka a |producenta Koko Stambuka, který jí pomáhal s realizací jejího alba. K singlu „Tú y Yo“ natočila také videoklip.